# Explikace
Explikace (německy: Explikation) je proces vysvětlování významu něčeho, co není jasně definováno, aby bylo jasné, co v současnosti zůstává implicitní. Pojem explikace se používá jak v analytické filozofii, tak v literární kritice. Rudolf Carnap jako první použil pojem explikace v analytickém filozofickém přístupu ve své knize Logical Foundations of Probability, zatímco je nahrazen myšlenkou Gustava Lansona Explication de Texte, když odkazuje na analýzu a kritiku různých forem literatury.

## Logika
Do matematické logiky zavedl pojem Rudolf Carnap, podle něhož explikace znamená nahrazení neurčitého nebo nepřesného označení (explikandum) přesnějším explikátem.
Explikát (lat. explicatum, rozvinuté, vysvětlené) musí podle Carnapa splňovat následující podmínky:
1. Musí se explikandu podobat, jinak by k žádné explikaci nedošlo.
2. Musí být přesný, jeho použití musí být co nejpřesněji vymezeno.
3. Musí být přínosný a plodný, tj. osvědčit se ve vědecké praxi a explikandum skutečně nahradit.
4. Musí být jednoduchý a z různých možných explikátů je třeba volit ten nejjednodušší.[1]

Explikát se podobá definici, je však zpravidla závislý na nějaké teorii a různým teoriím mohou odpovídat různé explikáty.

## Filosofie
Představa i pojem explikace jako ontologického rozvinutí se vyskytuje ve starší filosofii například u Plotina nebo Mikuláše Kusánského, podle něhož je například mnohost explikací jednotky (explicatio unitatis).

## Fyzika
Pojmy explikátní a implikátní řád zavedl do fyziky David Bohm. V implikátním řádu nejsou podle něho pro určování vztahů mezi objekty určující prostor a čas, které vystupují teprve v explikátním řádu.

## Právo
V právu jde o zpřesňování významu právního textu demonstrativním výčtem zásadních znaků určitého právního pojmu. Vzhledem k pouze příkladmému výčtu však nejde o závaznou legální definici.